# قیرگیاه
قیرگیاه (نام علمی: Flourensia) نام یک سرده از تیره کاسنیان است.